# Xu Jinglei
Xu Jinglei (chiń. 徐静蕾) albo Jane X (ur. 16 kwietnia 1974 w Pekinie) – chińska aktorka, piosenkarka i reżyser filmowy.

## Życiorys

### Wczesne życie
Xu urodziła się 16 kwietnia 1974 roku w stolicy Chin – Pekinie. Studiowała w Beijing Film Academy. Swoją karierę aktorki rozpoczęła w 1996 roku. W 2002 roku nakręciła swój pierwszy film My Father and I. Jej film A Letter from an Unknown Woman otrzymał nagrodę w kategorii „Best Director” (Najlepsza reżyseria) na San Sebastian International Film Festival w 2004 roku.

## Filmografia

### Jako reżyser
- My Father and I (2003)
- A Letter from an Unknown Woman (2004)
- Dreams May Come (2006)

### Jako aktorka
- Spicy Love Soup (1997)
- The Storm Riders (1998)
- Dazzling (2002)
- Spring Subway (2002)
- My Father and I (2003)
- I Love You (2003)
- Policjanci z Hongkongu (2003)
- Brothers (2004)
- Last Love, First Love (2004)
- A Letter from an Unknown Woman (2004)
- Dreams May Come (2006)
- Bolesna spowiedź (2006)
- The Warlords (2007)
- Incydent (2009)

## Nagrody i nominacje
- 1998: Zwyciężczyni trzeciej nagrody w „najbardziej popularna gwiazda telewizyjna według uczniów collegeów”.
- 1999: Zwyciężczyni w siódmej edycji „Golden Phoenix Awards”.
- 1999: Zwyciężczyni nagrody Popular TV w „Star of the Youth”.
- 2000: Reprezentantka strony internetowej „CCTV's Olympics”.
- 2001: Honorowa reprezentantka „Women Activities Club of China”.
- 2001: Najpopularniejsza aktorka według uczniów collegeów w pierwszym „TV Festival of College Students”.
- 2002: Najpopularniejsza aktorka w dziewiątej edycji „Beijing University Students' Film Festival”.
- 2002: Reprezentantka pierwszego „Beijing Girl University Students Festival”.
- 2002: Najpopularniejsza aktorka na „Chinese Public Media Awards”.
- 2002: Najlepszy nowy artysta w dziewiątej edycji „Chinese Film Huabiao Awards”.
- 2003: Najlepsza aktorka w dwudziestej szóstej edycji „A Hundred Flowers Awards”.
- 2003: Najlepsza aktorka i najlepszy reżyser filmowy w dwudziestej trzeciej edycji „Chinese Film Golden Rooster Awards”.
- 2004: Najlepszy scenarzysta, najlepszy nowy reżyser oraz najpopularniejsza aktorka.
- 2004: Najlepszy reżyser filmowy w pięćdziesiątej drugiej edycji „San Sebastian International Film Festival”.